# Oskar Dienstbach
Oskar Dienstbach (* 30. September 1910 in Usingen; † 18. Oktober 1945) war ein deutscher Arzt und SS-Führer. Er war als Lager- und Standortarzt in mehreren Konzentrationslagern eingesetzt.

## Leben
Oskar Dienstbach, promovierter Mediziner, trat zum 1. Mai 1933 der NSDAP (Mitgliedsnummer 2.400.092) und Mitte Juni 1933 der SS bei (SS-Nummer 101.741). Nach Ausbruch des Zweiten Weltkrieges war Dienstbach von November 1939 bis April 1940 Angehöriger der Wehrmacht und wechselte danach zur Waffen-SS. In der Waffen-SS stieg Dienstbach 1943 bis zum SS-Hauptsturmführer auf.
Dienstbach war ab 1940 als Lagerarzt im KZ Sachsenhausen und ab Ende Januar 1941 im KZ Mauthausen eingesetzt. Ab Anfang Mai 1941 fungierte er als Standortarzt im KZ Flossenbürg und in gleicher Funktion vom 30. September 1941 bis zum 2. März 1942 im KZ Auschwitz. Anschließend war er bei der SS-Panzer-Aufklärungs-Abteilung 1 eingesetzt. Nach Kriegsende verstarb Dienstbach am 18. Oktober 1945 in der Kriegsgefangenschaft.